# 天山陵

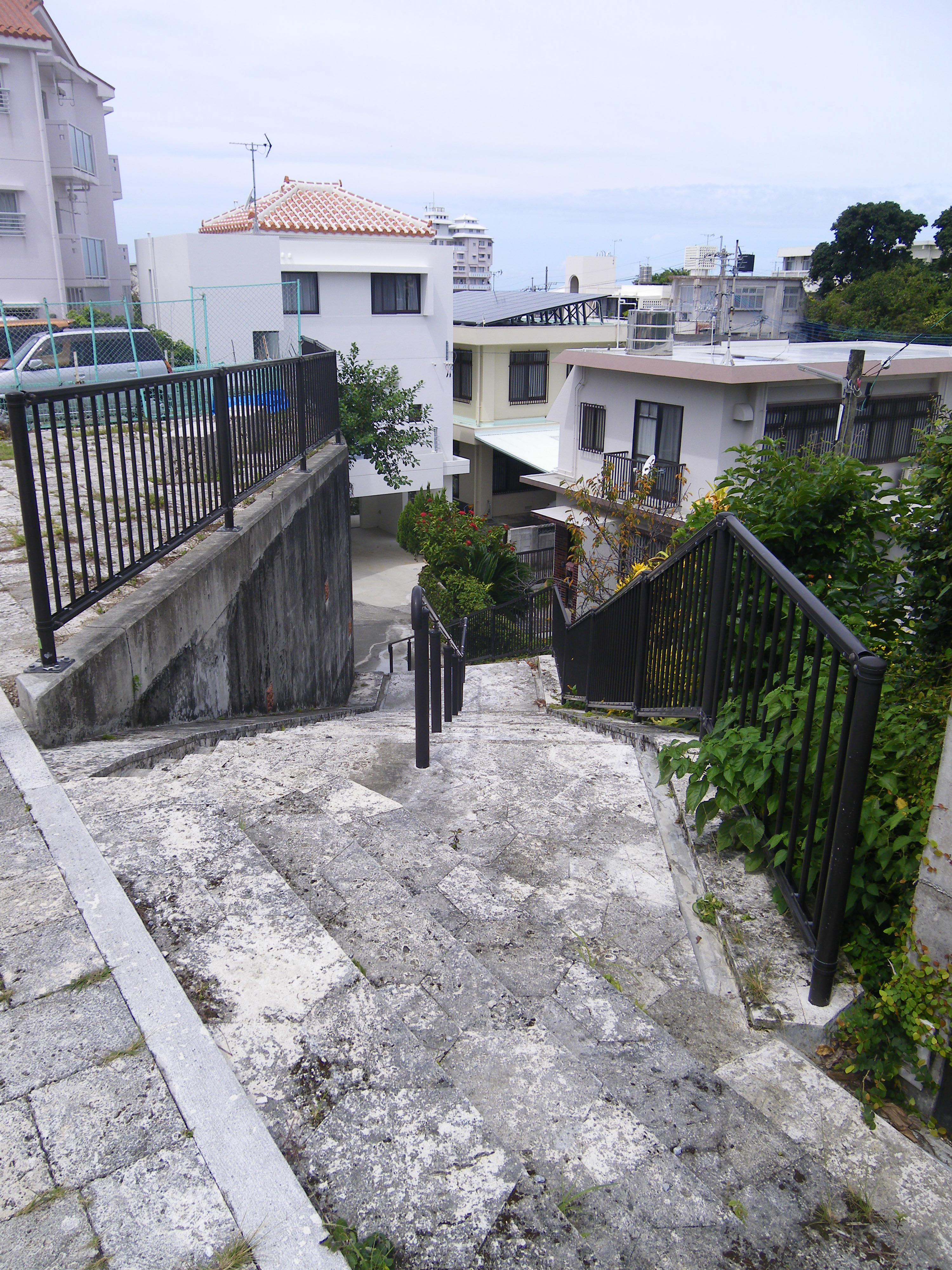
天山坂（ティンサンビラ）。天山陵への参拝路にちなむ坂。

天山陵（てんざんりょう、方言名:ティンサンリョウ）は、沖縄県那覇市首里池端町に所在する、第一尚氏王統・尚巴志の陵墓跡である。天山御墓（ティンサンウハカ）、天山ようどれ、または単に天山（てんさん）ともいわれ、第一尚氏の歴代の王も葬られたとされる。

## 立地
那覇市の首里池端町と首里大中町、首里山川町の3町域にまたがる丘（天山、天山森とも）の南崖にあり、首里城の北西に位置し、第二尚氏の陵墓「玉陵」とは約500メートル離れている。天山陵への参詣路にちなんで名付けられた「天山坂（ティンサンビラ）」を下ると、「天山凝り（ティンサンゴーリ）」と呼ばれる窪地一帯が現れる。「凝り（ゴーリ）」とは、「（水が）一か所に集まる」という意味の「凝ほり」を原義とし、地形を表す言葉へと変化したと思われる。

## 構造
天山陵は、15世紀前半に南向きの崖面に造営された掘り込み墓で、東室・中室・西室の3室が存在していたとされる。戦前までは、半洞穴の内部を切石積みで整い、中央に観音扉が設けられていた。また、西室は前室と奥室があり、この2室を繋ぐアーチ状の石積み羨道があったという。東恩納寛惇の『南島風土記』（1950年刊行）によれば、「丘陵の中腹に2、3の古墳があり、遺骨は無く壙穴を残すのみである。」と記されている。1983年（昭和58年）の沖縄県教育委員会による調査で、残存していた東室の遺構は、東側と南側の石積み、入り口の階段、そして蹴放し石と唐居敷、扉止め、羨道の一部などであった。奥室入り口は、観音開きの石製扉があったと思われる。発掘調査以前、天山陵付近で、溝の踏み板として用いられていた閃緑岩製の扉が発見され、それは沖縄県立博物館に保管されているが、このことから、天山陵に石製の扉が設置していたと考えられる。後の第二尚氏初代の王となる尚円王の反乱により、天山陵は焼き討ちに遭ったと伝えられているが、1983年（昭和58年）の沖縄県教育庁文化課による発掘調査により、東室内部に焼け石や灰の堆積が確認され、この伝承を裏付ける証拠となった。

## 歴史
「天山（沖縄方言でティンサン）」とは、「天斉山（てんせいざん）」の略称で、第一尚氏の国相を務めた懐機によって名付けられたとされる。伊波普猷は天山陵を「天山のようどれ」と呼び、また、安里進は伊波がいうように「浦添ようどれ」や「佐敷ようどれ」と同様に「天山ようどれ」と呼称するのが妥当であると述べている。第一尚氏が滅亡した後、第二尚氏の尚清王の五男である北谷（ちゃたん）王子に下賜され、「天山御墓」と呼ばれ、その後も北谷家の墓として使用された。
1439年（正統4年）、懐機が中国・江西省の竜虎山張天師に宛てた書簡（『歴代宝案』所収）には、尚巴志王の死去と、彼を天斉山に葬ったと伝えていることから、1439年にはすでに天山陵は造営されていたと思われる。『南島風土記』によれば、「天山は泰山神、即ち東嶽帝の別名」とある。ここで、「東嶽」とは中国五岳の一つで、尚巴志王の死去の際、懐機は国都城外に葬って、「東嶽」に倣い「天斉山」と命名したとされる。また、張天師に宛てた書簡にある「天齎」は、「天斉」の誤写ではないかとしている。長虹堤の完成後、懐機は天山陵の近くに居住し、死後は天山陵の脇に彼の墓が造られ、「坊主の墓（ボージヌハカ）」ともいわれた。1456年（景泰7年）に琉球に漂着した朝鮮人2人は、1460年（天順4年）に死去した尚泰久王の葬儀を実際に目撃したと思われ、『朝鮮王朝実録』に記された彼らの話から、尚泰久王は天山陵へ葬られたと考えられる。
天山陵が第二尚氏の尚円王による焼き討ちに遭う前に、尚徳王の近親者らは、王たちの遺骨を運びだしたとされる。『中山世譜』によれば、天山陵が焼失した後、第二尚氏の一次的な陵墓として使用され、1637年（崇禎10年）に尚永王の妃が、1663年（康熙2年）に尚寧王の妃が葬られていた。18世紀初期の『首里古地図』には、「墓」という文字が記され、門が設置された石垣が見受けられ、墓庭を石牆で囲っている。また、1924年（大正13年）に「墓 尚巴志王陵?（首里）」と題した伊東忠太のスケッチは、天山陵の東室を描いたものと思われる。『首里古地図』に描かれた天山陵は、戦前まで姿を保ち、墓庭は空き地のまま放置されていたが、沖縄戦で破壊された。
1983年（昭和58年）11月上旬、天山陵のある土地で家屋の建設計画があることが判明し、沖縄県教育委員会により、同月中旬から工事予定地の東室において急遽発掘調査を行った。戦後、天山陵の土地所有者によれば、採石業者はダイナマイトを用いて、天山陵一帯の岩盤を破壊したという。また、1984年（昭和59年）1月7日の沖縄県教育庁による調査で、宅地造成で破壊された天山陵の東室と中室があった場所は、戦後投棄された空き瓶や空き缶で埋もれており、天山陵の遺物は一切発見されなかった。このことから、天山陵は戦後早期に破壊されたと思われる。1983年（昭和58年）に天山陵の保護を要請したが、東室は消滅し住宅地へと整備された。同年に地主自身が西室近くで発見した、尚巴志の石棺台座が残存している。
第一尚氏の関係者と文化保護団体らは、再三にわたる要請を行ったが、文化財に指定されることはなく、天山陵は私有地となっている。2016年（平成28年）現在、天山陵は一般に公開されていない。